# 퍼넬 로버츠
퍼넬 로버츠(Pernell Roberts, 1928년 5월 18일 ~ 2010년 1월 24일)는 미국의 배우이다.

## 출연 작품
- 보난자